# Ciclismo ai Giochi della XX Olimpiade - Tandem
La prova della velocitá tandem di ciclismo su pista dei Giochi della XX Olimpiade si è svolta dal 3 al 4 settembre 1972 al velodromo Olympia-Radstadion di Monaco di Baviera, in Germania Ovest.

## Programma
| Data             | Round                  |
| ---------------- | ---------------------- |
| 3 settembre 1972 | Primo turno e recuperi |
| 3 settembre 1972 | Quarti di finale       |
| 4 settembre 1972 | Semifinali             |
| 4 settembre 1972 | Finali                 |

## Risultati

### Primo turno
Prova unica il vincente ai quarti di finale, i restanti ai recuperi.
| Serie | Pos. | Nazione          | Atleti                               | Tempo | Note |
| ----- | ---- | ---------------- | ------------------------------------ | ----- | ---- |
| I     | 1    | Germania Est     | Werner Otto Hans-Jürgen Geschke      | 11"66 | Q    |
| I     | 2    | Gran Bretagna    | Geoff Cooke Dave Rowe                |       |      |
| II    | 1    | Germania Ovest   | Jürgen Barth Rainer Müller           | 11"27 | Q    |
| II    | 2    | Belgio           | Manu Snellinx Noël Soetaert          |       |      |
| III   | 1    | Francia          | Daniel Morelon Pierre Trentin        | 10"42 | Q    |
| III   | 2    | Giappone         | Yoshikazu Cho Yaichi Numata          |       |      |
| IV    | 1    | Unione Sovietica | Vladimir Semenec Igor' Celoval'nikov | 10"37 | Q    |
| IV    | 2    | Stati Uniti      | Jeffrey Spencer Ralph Therrio        |       |      |
| V     | 1    | Paesi Bassi      | Klaas Balk Peter van Doorn           | 10"55 | Q    |
| V     | 2    | Colombia         | Rafael Narváez Jairo Díaz            |       |      |
| VI    | 1    | Polonia          | Andrzej Bek Benedykt Kocot           | 10"56 | Q    |
| VI    | 2    | Italia           | Giorgio Rossi Dino Verzini           |       |      |
| VII   | 1    | Cecoslovacchia   | Ivan Kučírek Vladimír Popelka        | 10"97 | Q    |
| VII   | 2    | Giamaica         | Howard Fenton Honson Chin            |       |      |

#### Recuperi
Prova unica il vincente alla finale recuperi.
| Serie | Pos. | Nazione       | Atleti                        | Tempo | Note |
| ----- | ---- | ------------- | ----------------------------- | ----- | ---- |
| I     | 1    | Gran Bretagna | Geoff Cooke Dave Rowe         | N.D.  | Q    |
| I     | -    | Giappone      | Yoshikazu Cho Yaichi Numata   |       | DNF  |
| II    | 1    | Italia        | Giorgio Rossi Dino Verzini    | 11"20 | Q    |
| II    | 2    | Giamaica      | Howard Fenton Honson Chin     |       |      |
| III   | 1    | Belgio        | Manu Snellinx Noël Soetaert   | 10"97 | Q    |
| III   | 2    | Stati Uniti   | Jeffrey Spencer Ralph Therrio |       |      |
| III   | 3    | Colombia      | Rafael Narváez Jairo Díaz     |       |      |

#### Finale recuperi
Prova unica il vincente ai quarti di finale.
| Serie | Pos. | Nazione       | Atleti                      | Tempo | Note |
| ----- | ---- | ------------- | --------------------------- | ----- | ---- |
| I     | 1    | Belgio        | Manu Snellinx Noël Soetaert | 10"94 | Q    |
| I     | 2    | Italia        | Giorgio Rossi Dino Verzini  |       |      |
| I     | 3    | Gran Bretagna | Geoff Cooke Dave Rowe       |       |      |

### Quarti di finale
Eliminazione diretta al meglio delle tre prove.
| Serie | Pos. | Nazione          | Atleti                               | 1ª Manche | 2ª Manche | 3ª Manche | Note |
| ----- | ---- | ---------------- | ------------------------------------ | --------- | --------- | --------- | ---- |
| I     | 1    | Germania Est     | Werner Otto Hans-Jürgen Geschke      | 10"75     | 10"80     |           | Q    |
| I     | 2    | Belgio           | Manu Snellinx Noël Soetaert          |           |           |           |      |
| II    | 1    | Polonia          | Andrzej Bek Benedykt Kocot           | 10"57     | 10"46     |           | Q    |
| II    | 2    | Germania Ovest   | Jürgen Barth Rainer Müller           |           |           |           |      |
| III   | 1    | Francia          | Daniel Morelon Pierre Trentin        | 10"69     | 10"62     |           | Q    |
| III   | 2    | Paesi Bassi      | Klaas Balk Peter van Doorn           |           |           |           |      |
| IV    | 1    | Unione Sovietica | Vladimir Semenec Igor' Celoval'nikov | 10"66     | 10"53     |           | Q    |
| IV    | 2    | Cecoslovacchia   | Ivan Kučírek Vladimír Popelka        |           |           |           |      |

### Semifinali
Eliminazione diretta al meglio delle tre prove.
| Serie | Pos. | Nazione          | Atleti                               | 1ª Manche | 2ª Manche | 3ª Manche | Note |
| ----- | ---- | ---------------- | ------------------------------------ | --------- | --------- | --------- | ---- |
| I     | 1    | Germania Est     | Werner Otto Hans-Jürgen Geschke      | 10"54     | 10"91     |           | Q    |
| I     | 2    | Polonia          | Andrzej Bek Benedykt Kocot           |           |           |           |      |
| II    | 1    | Unione Sovietica | Vladimir Semenec Igor' Celoval'nikov | 10"66     | 10"51     |           | Q    |
| II    | 2    | Francia          | Daniel Morelon Pierre Trentin        |           |           |           |      |

### Finali
Eliminazione diretta al meglio delle tre prove.
| Pos.      | Nazione          | Atleti                               | 1ª manche | 2ª manche | 3ª manche |
| --------- | ---------------- | ------------------------------------ | --------- | --------- | --------- |
| 1&2 posto |                  |                                      |           |           |           |
| Oro       | Unione Sovietica | Vladimir Semenec Igor' Celoval'nikov |           | 10"52     | 10"60     |
| Argento   | Germania Est     | Werner Otto Hans-Jürgen Geschke      | 10"68     |           |           |
| 3&4 posto |                  |                                      |           |           |           |
| Bronzo    | Polonia          | Andrzej Bek Benedykt Kocot           | 10"66     | 10"55     |           |
| 4         | Francia          | Daniel Morelon Pierre Trentin        |           |           |           |